# Ruvotota
Ruvotota är ett periodiskt vattendrag i Burundi.   Det ligger i provinsen Kayanza, i den nordvästra delen av landet, 50 kilometer nordost om huvudstaden Bujumbura.
Omgivningarna runt Ruvotota är en mosaik av jordbruksmark och naturlig växtlighet. Runt Ruvotota är det tätbefolkat, med 297 invånare per kvadratkilometer.